# Frank Wilcox
Frank Reppy Wilcox (De Soto, 13 marzo 1907 – Granada Hills, 3 marzo 1974) è stato un attore statunitense.
Accreditato anche con il nome Frank R. Wilcox, ha recitato in 200 film dal 1936 al 1971 ed è apparso in oltre 120 produzioni televisive dal 1949 al 1973.

## Biografia
Frank Wilcox nacque a DeSoto, nel Missouri, il 13 marzo 1907. Frequentò l'Università del Kansas a Lawrence per un anno e nel 1933 si laureò al St. Benedict's College di Atchison, Kansas. Wilcox andò poi a vivere in a California con i nonni e cominciò a lavorare a Pomona. Qui aprì un'officina di riparazione di pneumatici e contribuì a creare una compagnia teatrale. Si unì alla Pasadena Community Playhouse grazie alla quale incontrò George Reeves, prima che questi diventasse famoso nelle vesti di Superman. Lui e Reeves recitarono in undici film insieme, divennero grandi amici e Wilcox fu testimone di nozze al matrimonio di Reeves. Durante la seconda guerra mondiale, Wilcox guadagnò cinque battle stars. Nel 1960 divenne "sindaco onorario" della sua città di residenza, Granada Hills, California e il sindaco di Los Angeles, Sam Yorty, in data 11 gennaio 1964 proclamò il "Frank Wilcox Day". Wilcox fece inoltre parte del consiglio di amministrazione dello Screen Actors Guild.
Cominciò a recitare per a teatro a Kansas City nel corso degli anni 20. Recitò per la prima volta al cinema nel 1936 nel film Postal Inspector nel ruolo del direttore generale delle poste e in televisione nel 1949 nella serie antologica Your Show Time. Dopo un contratto con la Warner Bros., partecipò a numerose produzioni cinematografiche e parallelamente avviò una fruttuosa carriera televisiva come interprete di episodi di serie televisive. Per la televisione, interpretò, tra gli altri, il ruolo di Beecher Asbury in 20 episodi della serie televisiva Gli intoccabili dal 1959 al 1963, di John Brewster in 14 episodi della serie The Beverly Hillbillies dal 1962 al 1966 e di numerosi altri personaggi in molti episodi di serie televisive dagli anni 50 ai primissimi anni 70.
La sua ultima apparizione sul piccolo schermo avvenne nell'episodio Alethea della serie televisiva Kung Fu, andato in onda il 22 marzo 1973, che lo vede nel ruolo del giudice Moon, mentre per il grande schermo l'ultima interpretazione risale al film Un papero da un milione di dollari del 1971 in cui interpreta un direttore di banca. Morì a Granada Hills, in California, il 3 marzo 1974 e fu seppellito al San Fernando Mission Cemetery di Mission Hills. Dal 15 e 16 marzo 2013, ha avuto inizio il Frank Wilcox Film Festival, manifestazione organizzata in onore del noto attore, a De Soto, Missouri, alla cui prima edizione presero parte due delle figlie di Wilcox, Elizabeth von Gremp e Lynda McNamara.

## Filmografia

### Cinema
- Postal Inspector, regia di Otto Brower (1936)
- Ride, Cowboy, Ride, regia di George Amy – cortometraggio (1939)
- The Monroe Doctrine, regia di Crane Wilbur – cortometraggio (1939)
- I ruggenti anni venti (The Roaring Twenties), regia di Raoul Walsh (1939)
- Old Hickory, regia di Lewis Seiler – cortometraggio (1939)
- I fucilieri delle Argonne (The Fighting 69th), regia di William Keighley (1940)
- Calling Philo Vance, regia di William Clemens (1940)
- Teddy the Rough Rider, regia di Ray Enright – cortometraggio (1940)
- Alice in Movieland, regia di Jean Negulesco – cortometraggio (1940)
- Carovana d'eroi (Virginia City), regia di Michael Curtiz (1940)
- The Singing Dude, regia di William C. McGann – cortometraggio (1940)
- Trovarsi ancora ('Til We Meet Again), regia di Edmund Goulding (1940)
- Tear Gas Squad, regia di Terry O. Morse (1940)
- Murder in the Air, regia di Lewis Seiler (1940)
- Gambling on the High Seas, regia di George Amy (1940)
- Young America Flies, regia di B. Reeves Eason – cortometraggio (1940)
- Pony Express Days, regia di B. Reeves Eason – cortometraggio (1940)
- Strada maestra (They Drive by Night), regia di Raoul Walsh (1940)
- River's End, regia di Ray Enright (1940)
- Lo sparviero del mare (The Sea Hawk), regia di Michael Curtiz (1940)
- La città del peccato (City for Conquest), regia di Anatole Litvak (1940)
- Father Is a Prince, regia di Noel M. Smith (1940)
- La signora dai capelli rossi (Lady with Red Hair), regia di Curtis Bernhardt (1940)
- I pascoli dell'odio (Santa Fe Trail), regia di Michael Curtiz (1940)
- Passi nel buio (Footsteps in the Dark), regia di Lloyd Bacon (1941)
- Knockout, regia di William Clemens (1941)
- Wings of Steel, regia di B. Reeves Eason – cortometraggio (1941)
- A Shot in the Dark, regia di William C. McGann (1941)
- Strange Alibi, regia di D. Ross Lederman (1941)
- Il circo insanguinato (The Wagons Roll at Night), regia di Ray Enright (1941)
- Con mia moglie è un'altra cosa (Affectionately Yours), regia di Lloyd Bacon (1941)
- Il sergente York (Sergeant York), regia di Howard Hawks (1941)
- I tre moschettieri del Missouri (Bad Men of Missouri), regia di Ray Enright (1941)
- Highway West, regia di William C. McGann (1941)
- The Smiling Ghost, regia di Lewis Seiler (1941)
- Navy Blues, regia di Lloyd Bacon (1941)
- Passaggio a Hong Kong (Passage from Hong Kong), regia di D. Ross Lederman (1941)
- The Tanks Are Coming, regia di B. Reeves Eason – cortometraggio (1941)
- La storia del generale Custer (They Died with Their Boots On), regia di Raoul Walsh (1941)
- West of the Rockies, regia di Bobby Connolly – cortometraggio (1941)
- Il cavaliere della vendetta (Wild Bill Hickok Rides), regia di Ray Enright (1942)
- Captains of the Clouds, regia di Michael Curtiz (1942)
- Bullet Scars, regia di D. Ross Lederman (1942)
- Lady Gangster, regia di Robert Florey (1942)
- Ultima ora (Murder in the Big House), regia di B. Reeves Eason (1942)
- Juke Girl, regia di Curtis Bernhardt (1942)
- Flying Fortress, regia di Walter Forde (1942)
- The Daughter of Rosie O'Grady, regia di Jean Negulesco (1942)
- Wings for the Eagle, regia di Lloyd Bacon (1942)
- Escape from Crime, regia di D. Ross Lederman (1942)
- Busses Roar, regia di D. Ross Lederman (1942)
- Secret Enemies, regia di Benjamin Stoloff (1942)
- Agguato ai tropici (Across the Pacific), regia di John Huston (1942)
- The Hidden Hand, regia di Benjamin Stoloff (1942)
- Truck Busters (1943)
- La bandiera sventola ancora (Edge of Darkness) (1943)
- Fuoco a oriente (The North Star) (1943)
- There's Something About a Soldier (1943)
- Chip Off the Old Block (1944)
- La famiglia Sullivan (The Sullivans) (1944)
- L'impostore (The Impostor) (1944)
- Four Jills in a Jeep (1944)
- La nave della morte (Follow the Boys) (1944)
- La storia del dottor Wassell (The Story of Dr. Wassell) (1944)
- Il pilota del Mississippi (The Adventures of Mark Twain) (1944)
- L'isola dell'arcobaleno (Rainbow Island) (1944)
- Nel frattempo, cara (In the Meantime, Darling), regia di Otto Preminger (1944)
- Nebbie (Conflict), regia di Curtis Bernhardt (1945)
- Il veleno del peccato (Night Editor) (1946)
- California Express (Without Reservations) (1946)
- Strange Triangle (1946)
- The Devil's Mask (1946)
- Notorious - L'amante perduta (Notorious) (1946)
- Maschere e pugnali (Cloak and Dagger) (1946)
- Solo chi cade può risorgere (Dead Reckoning) (1947)
- Born to Speed (1947)
- Non tormentarmi più (The Arnelo Affair) (1947)
- La morte è discesa a Hiroshima (The Beginning or the End) (1947)
- Femmina (Mr. District Attorney) (1947)
- I Cover Big Town (1947)
- Hit Parade of 1947 (1947)
- Philo Vance Returns (1947)
- L'isola sulla montagna (High Barbaree) (1947)
- Scritto sul vento (Something in the Wind) (1947)
- Philo Vance's Secret Mission (1947)
- Gli invincibili (Unconquered) (1947)
- Il giudice Timberlane (Cass Timberlane) (1947)
- Barriera invisibile (Gentleman's Agreement) (1947)
- Gli affari di suo marito (Her Husband's Affairs) (1947)
- Le catene della colpa (Out of the Past) (1947)
- Always Together, regia di Frederick De Cordova (1947)
- Blondie's Anniversary (1947)
- La voce della tortora (The Voice of the Turtle) (1947)
- Caged Fury (1948)
- Il miracolo delle campane (The Miracle of the Bells) (1948)
- L'ultima sfida (The Babe Ruth Story) (1948)
- Richiamo d'ottobre (The Return of October) (1948)
- È tempo di vivere (Let's Live a Little) (1948)
- Amanti crudeli (Slightly French) (1949)
- Il ranch delle tre campane (South of St. Louis) (1949)
- Bersaglio umano (The Clay Pigeon) (1949)
- Amaro destino (House of Strangers) (1949)
- La fonte meravigliosa (The Fountainhead) (1949)
- Masked Raiders (1949)
- The Mysterious Desperado (1949)
- Il dottore e la ragazza (The Doctor and the Girl) (1949)
- Tutti gli uomini del re (All the King's Men) (1949)
- Sansone e Dalila (Samson and Delilah) (1949)
- I marciapiedi di New York (East Side, West Side) (1949)
- Malesia (Malaya) (1949)
- La chiave della città (Key to the City) (1950)
- Bill il selvaggio (The Kid from Texas) (1950)
- Blondie's Hero (1950)
- Nancy va a Rio (Nancy Goes to Rio) (1950)
- Anna prendi il fucile (Annie Get Your Gun) (1950)
- Non ci sarà domani (Kiss Tomorrow Goodbye) (1950)
- Bunco Squad (1950)
- Accidenti che ragazza! (The Fuller Brush Girl) (1950)
- Chain Gang (1950)
- L'imprendibile signor 880 (Mister 880) (1950)
- Tre segreti (Three Secrets) (1950)
- Il mistero del V3 (The Flying Missile) (1950)
- I ragni della metropoli (Gambling House) (1950)
- Il mio bacio ti perderà (Belle Le Grand), regia di Allan Dwan (1951)
- L'ambiziosa (Payment on Demand) (1951)
- Tutto per tutto (Inside Straight) (1951)
- Tinhorn Troubadors (1951)
- Allo sbaraglio (Go for Broke!) (1951)
- I lancieri alla riscossa (Cavalry Scout) (1951)
- L'affascinante bugiardo (As Young as You Feel) (1951)
- Show Boat (1951)
- The Whip Hand (1951)
- Il più grande spettacolo del mondo (The Greatest Show on Earth) (1952)
- Trail Guide (1952)
- L'oro maledetto (The Treasure of Lost Canyon) (1952)
- L'ultima minaccia (Deadline - U.S.A.) (1952)
- Furia e passione (Flesh and Fury) (1952)
- Avvocato di me stesso (Young Man with Ideas) (1952)
- La carica degli apaches (The Half-Breed) (1952)
- Scaramouche (1952)
- Ma and Pa Kettle at the Fair (1952)
- Gli occhi che non sorrisero (Carrie) (1952)
- Duello al Rio d'argento (The Duel at Silver Creek) (1952)
- Rainbow 'Round My Shoulder (1952)
- Aquile tonanti (Thunderbirds) (1952)
- La grande sparatoria (The Raiders) (1952)
- Ruby fiore selvaggio (Ruby Gentry) (1952)
- L'avventuriero della Luisiana (The Mississippi Gambler) (1953)
- Storia di tre amori (The Story of Three Loves) (1953)
- Gli invasori spaziali (Invaders from Mars) (1953)
- Prendeteli vivi o morti (Code Two) (1953)
- Pony Express (1953)
- L'amore che c'incatena (Affair with a Stranger) (1953)
- The Kid from Left Field (1953)
- Il traditore di Forte Alamo (The Man from the Alamo) (1953)
- Avventura in Cina (China Venture) (1953)
- Teste rosse (Those Redheads from Seattle) (1953)
- Tre ragazzi del Texas (Three Young Texans) (1954)
- Agente federale X3 (Dangerous Mission) (1954)
- Gli sterminatori della prateria (The Black Dakotas) (1954)
- È nata una stella (A Star Is Born) (1954)
- Anatomia di un delitto (Naked Alibi) (1954)
- L'agente sconosciuto (Black Widow) (1954)
- I giustizieri del Kansas (Masterson of Kansas) (1954)
- Carolina Cannonball (1955)
- Abbott and Costello Meet the Keystone Kops (1955)
- Bandiera di combattimento (The Eternal Sea) (1955)
- L'imputato deve morire (Trial) (1955)
- Corte marziale (The Court-Martial of Billy Mitchell) (1955)
- Highway Hearing (1956)
- Donne... dadi... denaro (Meet Me in Las Vegas) (1956)
- I conquistatori dell'uranio (Uranium Boom) (1956)
- Come prima, meglio di prima (Never Say Goodbye) (1956)
- Il prezzo della paura (The Price of Fear) (1956)
- L'uomo dal vestito grigio (The Man in the Gray Flannel Suit) (1956)
- La Terra contro i dischi volanti (Earth vs. the Flying Saucers) (1956)
- L'assassino della Sierra Nevada (A Strange Adventure) (1956)
- Vita di una commessa viaggiatrice (The First Traveling Saleslady) (1956)
- I dieci comandamenti (The Ten Commandments) (1956)
- Hollywood o morte! (Hollywood or Bust) (1956)
- 7º Cavalleria (7th Cavalry) (1956)
- Gianni e Pinotto banditi col botto (Dance with Me, Henry) (1956)
- I quattro cavalieri del terrore (Hell's Crossroads) (1957)
- Il mio amico Kelly (Kelly and Me) (1957)
- Beginning of the End (1957)
- Contrabbando sul Mediterraneo (Tip on a Dead Jockey) (1957)
- Pal Joey (1957)
- L'uomo della valle (Man from God's Country) (1958)
- Il riscatto di un gangster (Johnny Rocco) (1958)
- Domani m'impiccheranno (Good Day for a Hanging) (1959)
- Dai Johnny dai! (Go, Johnny, Go!) (1959)
- Intrigo internazionale (North by Northwest) (1959)
- I ribelli del Kansas (The Jayhawkers!) (1959)
- Non mangiate le margherite (Please Don't Eat the Daisies) (1960)
- Swingin' Along (1961)
- Il molto onorevole ministro (A Majority of One) (1961)
- Caccia al tenente (The Horizontal Lieutenant) (1962)
- Le astuzie della vedova (A Ticklish Affair) (1963)
- Johnny Cool, messaggero di morte (Johnny Cool) (1963)
- Lezioni d'amore alla svedese (I'll Take Sweden) (1965)
- Un papero da un milione di dollari (The Million Dollar Duck) (1971)

### Televisione
- Your Show Time – serie TV, un episodio (1949)
- Family Theatre – serie TV, un episodio (1951)
- The Amos 'n Andy Show – serie TV, un episodio (1951)
- Squadra mobile (Racket Squad) – serie TV, 2 episodi (1951)
- Cisco Kid (The Cisco Kid) – serie TV, 2 episodi (1953)
- Passport to Danger – serie TV, un episodio (1954)
- Letter to Loretta – serie TV, un episodio (1954)
- Cavalcade of America – serie TV, un episodio (1954)
- Rocky Jones, Space Ranger – serie TV, un episodio (1954)
- Lux Video Theatre – serie TV, un episodio (1954)
- The Public Defender – serie TV, un episodio (1954)
- Waterfront – serie TV, 4 episodi (1954)
- The Pepsi-Cola Playhouse – serie TV, un episodio (1954)
- The Adventures of Falcon – serie TV, un episodio (1954)
- Topper – serie TV, episodio 2x11 (1954)
- The Bob Cummings Show – serie TV, un episodio (1955)
- The Ford Television Theatre – serie TV, un episodio (1955)
- Fireside Theatre – serie TV, un episodio (1955)
- Il cavaliere solitario (The Lone Ranger) – serie TV, 4 episodi (1952-1955)
- Climax! – serie TV, 2 episodi (1954-1955)
- It's a Great Life – serie TV, un episodio (1955)
- Damon Runyon Theater – serie TV, episodio 2x06 (1955)
- Father Knows Best – serie TV, un episodio (1956)
- Studio 57 – serie TV, un episodio (1956)
- You Are There – serie TV, un episodio (1956)
- The Gale Storm Show: Oh, Susanna! – serie TV, un episodio (1956)
- The Adventures of Dr. Fu Manchu – serie TV, un episodio (1956)
- Il conte di Montecristo (The Count of Monte Cristo) – serie TV, un episodio (1956)
- Crossroads – serie TV, episodio 2x09 (1956)
- Lucy ed io (I Love Lucy) – serie TV, un episodio (1957)
- Private Secretary – serie TV, un episodio (1957)
- The 20th Century-Fox Hour – serie TV, episodio 2x12 (1957)
- On Trial – serie TV, un episodio (1957)
- The Adventures of Jim Bowie – serie TV, un episodio (1957)
- Blondie – serie TV, un episodio (1957)
- The George Burns and Gracie Allen Show – serie TV, 16 episodi (1953-1957)
- Telephone Time – serie TV, episodio 2x32 (1957)
- Code 3 – serie TV, un episodio (1957)
- How to Marry a Millionaire – serie TV, un episodio (1957)
- Navy Log – serie TV, episodio 3x08 (1957)
- Sugarfoot – serie TV, episodio 1x06 (1957)
- Broken Arrow – serie TV, 2 episodi (1957)
- Hey, Jeannie! – serie TV, 2 episodi (1956-1958)
- The Lineup – serie TV, un episodio (1958)
- Studio One – serie TV, un episodio (1958)
- Playhouse 90 – serie TV, un episodio (1958)
- Jane Wyman Presents The Fireside Theatre – serie TV, 2 episodi (1958)
- Goodyear Theatre – serie TV, episodio 1x16 (1958)
- The People's Choice – serie TV, 3 episodi (1955-1958)
- Trackdown – serie TV, un episodio (1958)
- L'uomo ombra (The Thin Man) – serie TV, episodio 1x35 (1958)
- State Trooper – serie TV, un episodio (1958)
- Zorro – serie TV, 4 episodi (1958)
- December Bride – serie TV, un episodio (1958)
- The Ann Sothern Show – serie TV, un episodio (1958)
- The Rifleman – serie TV, un episodio (1959)
- Behind Closed Doors – serie TV, un episodio (1959)
- Border Patrol – serie TV, un episodio (1959)
- The Restless Gun – serie TV, episodi 1x29-2x25 (1958-1959)
- FBI contro Al Capone (The Scarface Mob) – film TV (1959)
- Westinghouse Desilu Playhouse – serie TV, episodi 1x20-1x21 (1959)
- Frontier Doctor – serie TV, un episodio (1959)
- Le leggendarie imprese di Wyatt Earp (The Life and Legend of Wyatt Earp) – serie TV, 2 episodi (1958-1959)
- Bat Masterson – serie TV, un episodio (1959)
- Alcoa Theatre – serie TV, un episodio (1959)
- Markham – serie TV, un episodio (1959)
- June Allyson Show (The DuPont Show with June Allyson) – serie TV, episodio 1x11 (1959)
- The Millionaire – serie TV, 2 episodi (1957-1959)
- Johnny Midnight – serie TV, un episodio (1960)
- Tales of Wells Fargo – serie TV, un episodio (1960)
- Tightrope – serie TV, episodio 1x33 (1960)
- The Texan – serie TV, episodio 2x37 (1960)
- Il tenente Ballinger (M Squad) – serie TV, un episodio (1960)
- Perry Mason – serie TV, 8 episodi (1957-1960)
- Bachelor Father – serie TV, un episodio (1960)
- Carovana (Stagecoach West) – serie TV, episodio 1x03 (1960)
- Maverick – serie TV, episodio 4x06 (1960)
- General Electric Theater – serie TV, 2 episodi (1959-1960)
- Laramie – serie TV, un episodio (1960)
- The Case of the Dangerous Robin – serie TV, un episodio (1961)
- The Donna Reed Show – serie TV, 2 episodi (1959-1961)
- The Many Loves of Dobie Gillis – serie TV, un episodio (1961)
- Angel – serie TV, un episodio (1961)
- Scacco matto (Checkmate) – serie TV, episodio 1x31 (1961)
- Thriller – serie TV, episodio 2x01 (1961)
- The Investigators – serie TV, episodio 1x11 (1961)
- The Dick Powell Show – serie TV, 2 episodi (1961-1962)
- Pete and Gladys – serie TV, episodi 1x36-2x07-2x31 (1961-1962)
- Death Valley Days – serie TV, un episodio (1962)
- Il carissimo Billy (Leave It to Beaver) – serie TV, 3 episodi (1958-1962)
- Bronco – serie TV, 3 episodi (1958-1962)
- The Red Skelton Show – serie TV, 10 episodi (1956-1962)
- Carovane verso il west (Wagon Train) – serie TV, 3 episodi (1960-1962)
- Gli uomini della prateria (Rawhide) – serie TV, 5 episodi (1959-1962)
- The Wide Country – serie TV, episodio 1x07 (1962)
- The Real McCoys – serie TV, un episodio (1962)
- McKeever & the Colonel – serie TV, un episodio (1963)
- Indirizzo permanente (77 Sunset Strip) – serie TV, 2 episodi (1959-1963)
- The Jack Benny Program – serie TV, 5 episodi (1954-1963)
- Gli intoccabili (The Untouchables) – serie TV, 20 episodi (1959-1963)
- I mostri (The Munsters) – serie TV, un episodio (1964)
- The Bill Dana Show – serie TV, un episodio (1964)
- No Time for Sergeants – serie TV, un episodio (1964)
- La famiglia Addams (The Addams Family) – serie TV, un episodio (1964)
- The Joey Bishop Show – serie TV, 2 episodi (1963-1965)
- The Cara Williams Show – serie TV, un episodio (1965)
- Il ragazzo di Hong Kong (Kentucky Jones) – serie TV, episodio 1x22 (1965)
- The Crisis (Kraft Suspense Theatre) – serie TV, un episodio (1965)
- Mister Ed, il mulo parlante (Mister Ed) – serie TV, 4 episodi (1961-1965)
- Laredo – serie TV, un episodio (1965)
- Twelve O'Clock High – serie TV, un episodio (1966)
- Mona McCluskey – serie TV, un episodio (1966)
- Honey West – serie TV, episodio 1x28 (1966)
- Per favore non mangiate le margherite (Please Don't Eat the Daisies) – serie TV, un episodio (1966)
- I Pruitts (The Pruitts of Southampton) – serie TV, episodio 1x05 (1966)
- Selvaggio west (The Wild Wild West) – serie TV, episodio 2x05 (1966)
- Amore in soffitta (Love on a Rooftop) – serie TV, un episodio (1966)
- The Beverly Hillbillies – serie TV, 14 episodi (1962-1966)
- Pistols 'n' Petticoats – serie TV, un episodio (1966)
- It's About Time – serie TV, 2 episodi (1967)
- Vita da strega (Bewitched) – serie TV, 2 episodi (1968)
- Ironside – serie TV, un episodio (1969)
- Petticoat Junction – serie TV, 2 episodi (1968-1969)
- Mod Squad, i ragazzi di Greer (The Mod Squad) – serie TV, un episodio (1969)
- Mayberry R.F.D. – serie TV, un episodio (1970)
- Medical Center – serie TV, un episodio (1972)
- Kung Fu – serie TV, un episodio (1973)